# Speech interference level
Het speech interference level (SIL) is een geluidsmaat die globaal aangeeft hoeveel de spraak tussen twee personen verstoord kan worden. De geluidsmaat is niet internationaal gedefinieerd, maar wordt met name in de luchtvaart veel gebruikt om het geluid in de vliegtuigcabine te beschrijven.
Het SIL wordt uitgedrukt in decibel (dB).
Het SIL kan het gemiddelde zijn van het ongewogen geluidsniveau in drie of vier octaafbanden, namelijk:
- 500, 1000 en 2000 Hz. Dit wordt ook wel aangeduid als PSIL (preferred SIL)
- 1000, 2000 en 4000 Hz
- 500, 1000, 2000 en 4000 Hz

Globaal zijn dit de frequenties van de menselijke spraak.